# Marcelly Zambrano
Marcelly Liliana Zambrano Sacon ist eine ecuadorianische Fußballschiedsrichterin.
Zambrano ist als Schiedsrichterin in der ecuadorianischen Superliga Femenina tätig. Seit 2021 steht sie auf der Liste der FIFA-Schiedsrichter und leitet internationale Fußballpartien.
Zambrano wurde für die U-20-Weltmeisterschaft 2024 in Kolumbien nominiert.